# Brytyjski Komitet Olimpijski
Brytyjski Komitet Olimpijski (BOA) (ang. British Olympic Association) – brytyjski narodowy komitet olimpijski, stowarzyszenie związków i organizacji sportowych z siedzibą w Londynie. Zajmuje się przede wszystkim organizacją udziału reprezentacji Wielkiej Brytanii w igrzyskach olimpijskich, a także upowszechnianiem idei olimpijskiej i promocją sportu oraz reprezentowaniem brytyjskiego sportu w organizacjach międzynarodowych, w tym w Międzynarodowym Komitecie Olimpijskim.

## Informacje ogólne
Brytyjski Komitet Olimpijski powstał w 1905 roku w Izbie Gmin przez przedstawicieli związków sportowych szermierki, ratownictwa (life-saving), kolarstwa, łyżwiarstwa, wioślarstwa, lekkoatletyki, rugby, piłki nożnej i łucznictwa. Jego główną rolą jest przygotowanie i wybór sportowców do udziału w letnich, zimowych i młodzieżowych igrzyskach olimpijskich, a także promowanie sportu i idei olimpijskich na terenie kraju. Wielka Brytania jest jednym z pięciu państw, które wysyłały sportowców na wszystkie letnie igrzyska, oraz wśród trzech krajów obecnych na wszystkich igrzyskach zimowych. Organizacja jest niezależna i finansowana ze źródeł prywatnych.
Prezydentem BOA jest księżniczka Anna, funkcję prezesa pełni natomiast Hugh Robertson.

## Zrzeszone związki sportowe
| Sport                      | Związek                                   |
| -------------------------- | ----------------------------------------- |
| Badminton                  | Great Britain Badminton                   |
| Biathlon                   | British Biathlon Union                    |
| Bobsleje                   | British Bobsleigh Association             |
| Boks                       | British Amateur Boxing Association        |
| Curling                    | British Curling                           |
| Gimnastyka                 | British Gymnastics                        |
| Golf                       | British Golf Association Ltd              |
| Hokej na lodzie            | Ice Hockey UK                             |
| Hokej na trawie            | Great Britain Hockey                      |
| Jeździectwo                | British Equestrian Federation             |
| Judo                       | British Judo Association                  |
| Kajakarstwo                | British Canoe Union                       |
| Kolarstwo                  | British Cycling                           |
| Koszykówka                 | British Basketball                        |
| Lekkoatletyka              | UK Athletics                              |
| Łucznictwo                 | Archery GB                                |
| Łyżwiarstwo                | National Ice Skating Association (UK) Ltd |
| Pięciobój nowoczesny       | Pentathlon GB                             |
| Piłka nożna                | The Football Association                  |
| Piłka ręczna               | British Handball Association              |
| Piłka siatkowa             | British Volleyball Federation             |
| pływanie                   | British Swimming                          |
| Podnoszenie ciężarów       | British Weight Lifters' Association       |
| Narciarstwo i snowboarding | British Ski and Snowboard Ltd             |
| Saneczkarstwo              | Great Britain Luge Association            |
| Strzelectwo                | British Shooting                          |
| Szermierka                 | British Fencing Association               |
| Taekwondo                  | British Taekwondo Control Board           |
| Tenis                      | The Lawn Tennis Association               |
| Tenis stołowy              | British Table Tennis Association          |
| Triathlon                  | British Triathlon Federation              |
| Wioślarstwo                | British Rowing                            |
| Zapasy                     | British Wrestling Association Ltd         |
| Żeglarstwo                 | Royal Yachting Association                |